# Leong Mun Yee
Dans ce nom chinois, le nom de famille, Leong, précède le nom personnel Mun Yee.
Leong Mun Yee (chinois : 梁敏喻 ; pinyin : Liáng Mǐnyù), née le 4 décembre 1984 à Ipoh, est une plongeuse malaisienne.

## Carrière
Elle participe à quatre Jeux olympiques : en 2000 à Sydney, en 2004 à Athènes, en 2008 à Pékin et en 2012 à Londres. Sa meilleure place est 7e au plongeon synchronisé à 10 m avec Pandelela Pamg.
En 2010, elle remporte la médaille d'argent du plongeon synchronisé à 10 m aux Jeux du Commonwealth avec Pandelela Pamg.